# ورزشگاه کفتنزاگلیو
ورزشگاه کفتنزاگلیو (یونانی: Καυτανζόγλειο στάδιο) یک ورزشگاه در شهر سالونیک، کشور یونان است. این ورزشگاه در سال ۱۹۶۰، با بودجه بنیاد کفتنزاگلو، به افتخار لیساندروس کفتنزاگلو ساخته‌شد. بازی‌های خانگی باشگاه فوتبال ایراکلیس ۱۹۰۸ از سال ۱۹۶۰ در در این ورزشگاه برگزار می‌شود.
این ورزشگاه میزبان فوتبال در بازی‌های المپیک تابستانی ۲۰۰۴ نیز بود.